# Altingsvalget 2017
Altingsvalget 2017 blev afholdt i Island den 28. oktober 2017, knap et år efter det seneste valg.  
Bjarni Benediktssons borgerlige trepartiregering mellem Selvstændighedspartiet og de to liberale midterpartier Reform og Lys Fremtid sprak pga. afsløringer af, at fremtrædende medlemmer af Selvstændighedspartiet (herunder statsministerens far) havde underskrevet vidnesbyrd til støtte for æresoprejsning af personer dømt for seksuelt misbrug af børn, og at statsministeren havde undladt at oplyse sine koalitionspartnere om dette.
I løbet af valgkampen viste meningsmålinger stor opbakning til Venstrepartiet – De Grønne, der i enkelte meningsmålinger lå på op mod 30% af stemmerne, men en effektiv negativ kampagne på de sociale medier med fokus på risikoen for høje skatter og EU-medlemskab hvis venstrefløjen vand fik elimineret forspringet, og resultatet af valget blev et fragmenteret Altinget med hele otte partier repræsenteret, hvilket var ny rekord. Herunder tidligere statsminister Sigmundur Davíð Gunnlaugssons Centerpartiet, der var dannet under valgkampen og Inga Sælands populistiske Folkets Parti. 
Selvstændighedspartiets to tidligere regeringspartnere led en krank skæbne. Lys Fremtid havnede langt under spærregrænsen på 5%, mens Reform undervejs i valgkampen måtte udskifte deres formand Benedikt Jóhannesson med Selvstændighedspartiets tidligere næstformand Þorgerður Katrín Gunnarsdóttir for at klare spærregrænsen, og partiet mistede tre af deres syv mandater. Lys Fremtids leder Óttarr Proppé trådte efterfølgende tilbage fra formandsposten og forlod politk. 
Efter fire ugers regeringsforhandlinger, der indbefattede et kuldsejlet forsøg på en koalition mellem venstrefløjen og Fremskridtspartiet, dannede Venstrepartiet - De Grønnes leder Katrín Jakobsdóttir en bred koalitionsregering med de to traditionelle borgerlige "magtpartier" (valdsflokkur) Selvstændighedspartiet og Fremskridtspartiet, der har siddet i de fleste islandske regeringer siden deres dannelse i hhv. 1929 og 1916. De tre partier er alle imod EU-medlemskab og er enige om at opretholde en protektionistisk fiskeri- og landbrugspolitik og en selvstændig islandsk valuta. Regeringserklæringen fokuserede på at bruge indtægterne fra det islandske turistbooom til at forbedre sundhedsvæsenet og modernisere infrastrukturen og uddannelsessektoren, men indeholdt også grønne tiltag som f.eks. omstilling til en CO2-neutral økonomi. 

## Valgresultat
| Partier                    |  | Formænd                        | Stemmer | %    | +/-   | Mandater | %    | +/- |
| Selvstændighedspartiet     |  | Bjarni Benediktsson            | 49.543  | 25,3 | -3,8  | 16       | 25,4 | -5  |
| Venstrepartiet – De Grønne |  | Katrín Jakobsdóttir            | 33.155  | 16,9 | +1    | 11       | 17.5 | +1  |
| Alliancen                  |  | Logi Már Einarsson             | 23.652  | 12,1 | +6,4  | 7        | 11,1 | +4  |
| Centerpartiet              |  | Sigmundur Davíð Gunnlaugsson   | 21.335  | 10,9 | +10,9 | 7        | 11,1 | +7  |
| Fremskridtspartiet         |  | Sigurður Ingi Jóhannsson       | 21.016  | 10,7 | -0,8  | 8        | 12,7 | 0   |
| Piratpartiet               |  | Kollektiv ledelse              | 18.051  | 9,2  | -5,3  | 6        | 9,5  | -4  |
| Folkets Parti              |  | Inga Sæland                    | 13.502  | 6,9  | +3,4  | 4        | 6,3  | +4  |
| Reform                     |  | Þorgerður Katrín Gunnarsdóttir | 13.122  | 6,7  | -3,8  | 4        | 6,3  | -3  |
| Lys Fremtid                |  | Óttarr Proppé                  | 2.394   | 1,2  | -6    | 0        | 0,0  | -4  |
| Folkefronten               |  | Þorvaldur Þorvaldsson          | 375     | 0,2  | -0,1  | 0        | 0,0  | 0   |
| Daggry                     |  | Helga Þórðardóttir             | 101     | 0,1  | -1,6  | 0        | 0,0  | 0   |